# 青葉町 (仙台市)
青葉町（あおばまち）は、宮城県仙台市青葉区の町丁。郵便番号は981-0916。住民基本台帳に基づく人口は604人、世帯数は381世帯（2025年4月1日現在）。丁目の設定のない単独町名である。全域で住居表示が実施されている。旧仙台市青葉町。

## 地理
仙台市中心部から北へ約3km、仙台市青葉区に位置する。北山丘陵の南端にあたり、かつては仙台城下町の最北部に位置した。東を昭和町と、西を北山と、南を通町と、北を葉山町と接している。北側の葉山町との境界を仙山線が通過している。奥州街道が南側を通り、通町公園付近を起点に青葉神社通りが伸びている。

## 歴史
江戸時代から青葉町には東昌寺や光明寺といった寺院が建ち並んでいた。これらの寺は弘安6年（1283年）に伊達政依によって伊達郡に創建されたとされており、特に東昌寺は伊達五山の筆頭となっていた。仙台城築城の際、東昌寺は慶長5年（1600年）に岩出山から、光明寺は慶長9年（1605年）に伊達郡から現在の位置へと移った。このとき東昌寺の鬼門除けとして伊達政宗が自身で植えたとされるマルミガヤは、国の天然記念物に指定されている。慶長12年（1607年）には鹿島神社も伊達郡から現在地に遷宮され、その際に香取神社という神社を合祀したことから「鹿島香取神社」とも呼ばれるようになった。
仙台城下町の北を守る形で北山五山の一角を成していたものの、1874年（明治7年）に伊達政宗を祀る青葉神社が東昌寺境内に創建されたことに伴い、寺域の大半を失うとともに、青葉神社の東隣へと移転した。
1968年（昭和43年）、通町地区の住居表示の施行に伴い、穴田下堤・通町・通町北裏の各一部が青葉町となった。

### 年表
- 慶長5年（1600年）- 仙台城の築城に伴い、東昌寺が現在の青葉町付近に移転する。
- 慶長9年（1605年）- 光明寺が現在地に移転する。
- 1874年（明治7年）- 東昌寺境内に青葉神社が創建される[8]。
- 1968年（昭和43年）2月1日 - 通町地区で住居表示が実施され、青葉町が誕生する。
- 1989年（平成元年）4月1日 - 仙台市が政令指定都市に移行し、青葉区が誕生。仙台市青葉区青葉町となる。

### 町名の変遷
町名の変遷は以下の通りとなる。
| 実施後 | 実施年月日   | 実施前（各町名ともその一部） |
| ------ | ------------ | ---------------------------- |
| 青葉町 | 1968年2月1日 | 穴田下堤                     |
| 青葉町 | 1968年2月1日 | 通町                         |
| 青葉町 | 1968年2月1日 | 通町北裏                     |

## 世帯数と人口
2025年（令和7年）4月1日現在の世帯数と人口は以下の通りである。
| 町丁   | 世帯    | 人口  |
| ------ | ------- | ----- |
| 青葉町 | 381世帯 | 604人 |
| 計     | 381世帯 | 604人 |

## 小・中学校の学区
小・中学校の学区は以下の通りとなる。
| 町丁   | 街区符号・住居番号  | 小学校     | 中学校     | 中学校           |
| ------ | ------------------- | ---------- | ---------- | ---------------- |
| 青葉町 | 1から5              | 通町小学校 | 三条中学校 | （上杉山中学校） |
| 青葉町 | 10から10の終わり    | 通町小学校 | 三条中学校 | （上杉山中学校） |
| 青葉町 | 12-1から12-14       | 通町小学校 | 三条中学校 | （上杉山中学校） |
| 青葉町 | 6から9              | 通町小学校 | 三条中学校 | なし             |
| 青葉町 | 11から11の終わり    | 通町小学校 | 三条中学校 | なし             |
| 青葉町 | 12-15から12の終わり | 通町小学校 | 三条中学校 | なし             |
| 青葉町 | 14から15            | 通町小学校 | 三条中学校 | なし             |
| 青葉町 | 13から13の終わり    | 荒巻小学校 | 三条中学校 | なし             |
| 青葉町 | 16から18            | 荒巻小学校 | 三条中学校 | なし             |

## 史跡・文化財

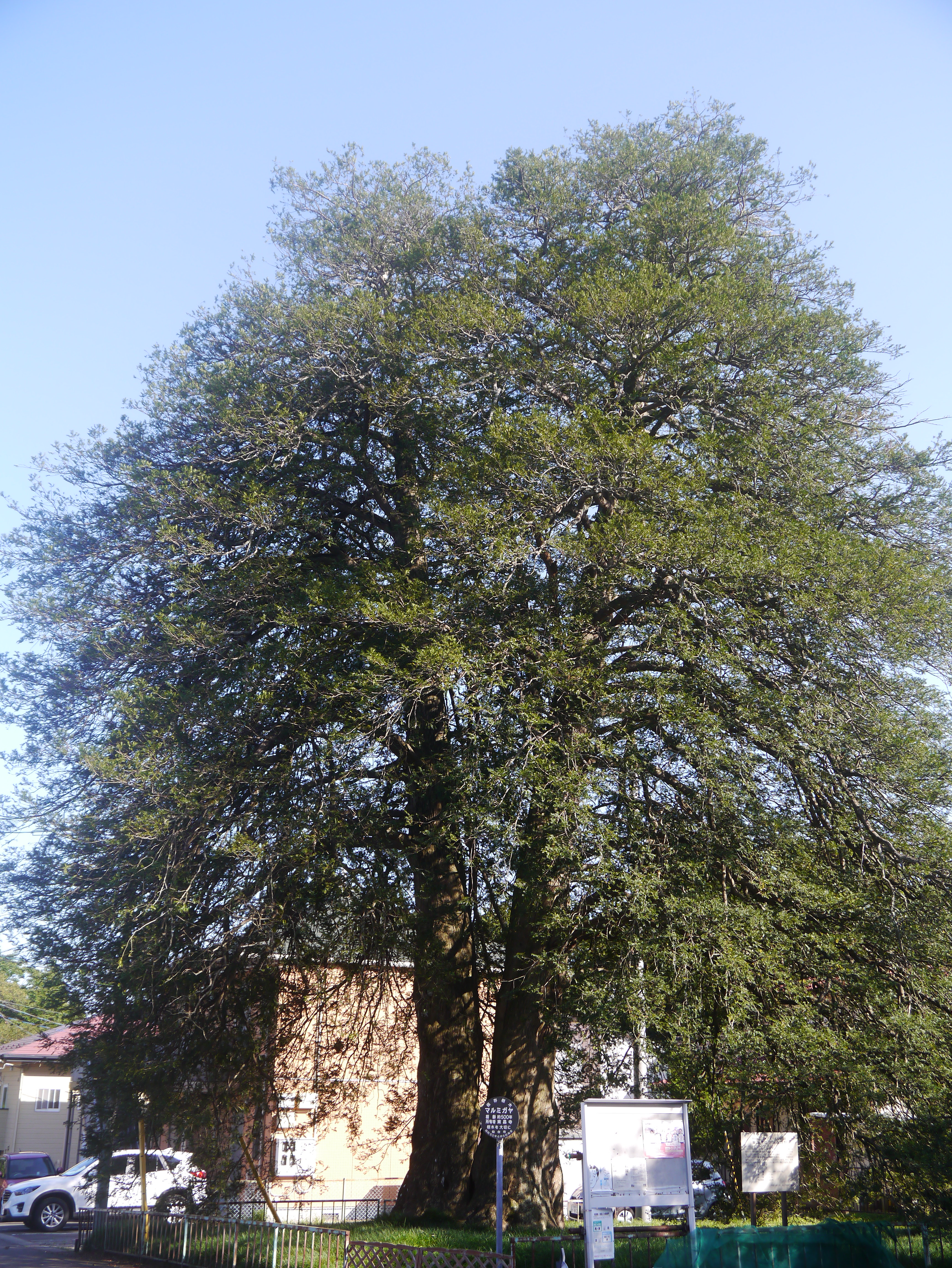
東昌寺のマルミガヤ

### 国指定文化財
- 東昌寺のマルミガヤ（青葉町8-1）
  - 1995年（平成7年）3月20日指定[13]。仙台城築城後、伊達政宗が鬼門除けとして植えたものとされている。主幹は2本あり、両幹とも高さが約23mである[14]。

### 国登録文化財
- 青葉神社本殿
- 青葉神社中門及び祝詞舎
- 青葉神社透塀
- 青葉神社拝殿
- 青葉神社神饌所及び伝供廊
- 青葉神社旧愛姫社鞘堂
  - すべて青葉神社（青葉町173他）に位置する。2018年（平成31年）3月29日登録[13]。

## 施設

### 公共
- 通町公園（青葉町183-2外）
- 仙台北警察署 通町交番（青葉町6-1）

### 寺社

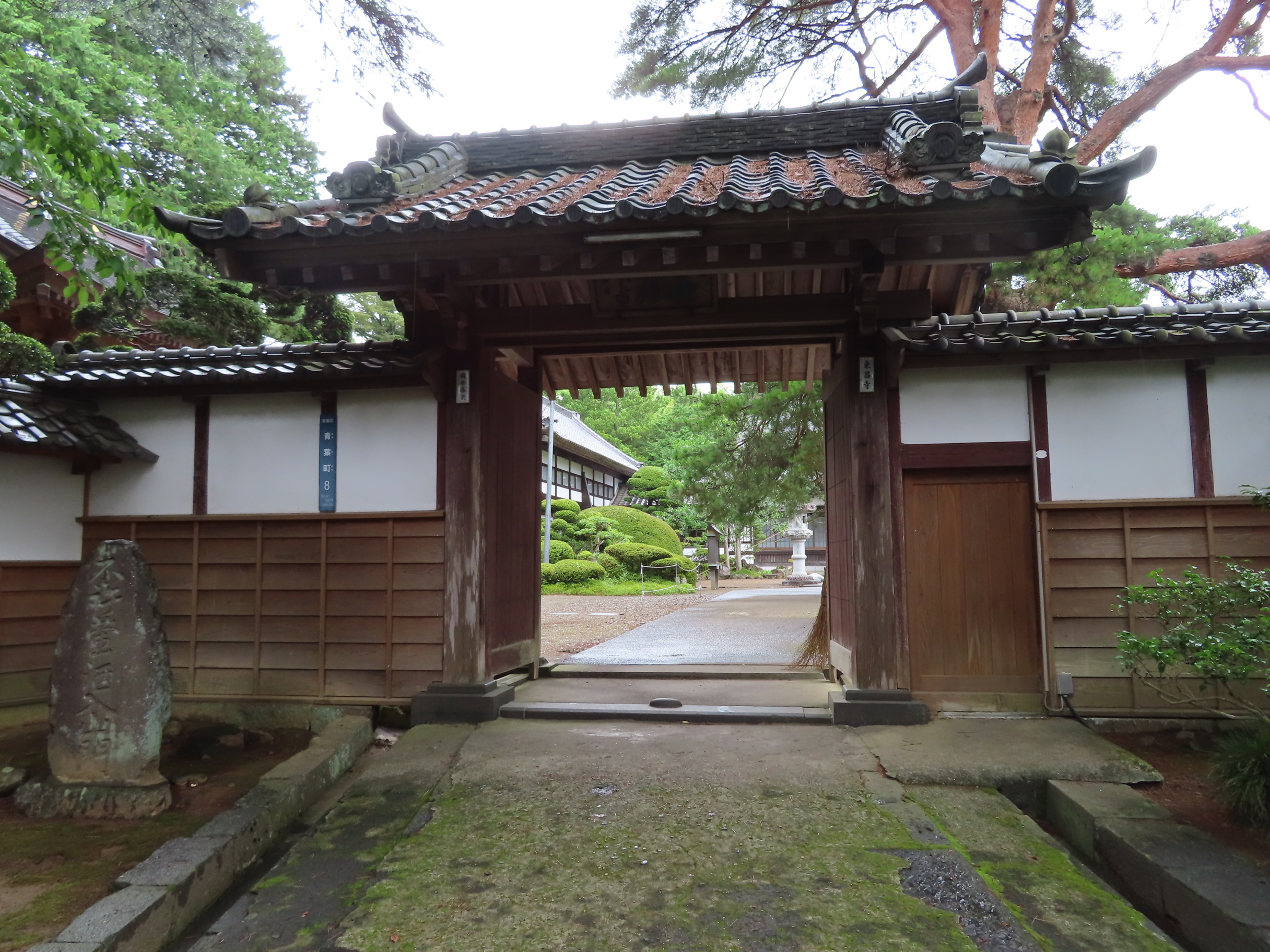
東昌寺

- 鹿島神社（青葉町3-14）
- 青葉神社（青葉町7-1）
- 光明寺（青葉町3-1）
- 東昌寺（青葉町8-1）

### 企業・店舗
- 宮城県職業能力開発協会（青葉町16-1）

## 交通

### 鉄道
鉄道駅はない。最寄り駅は仙山線の北仙台駅。
- 東日本旅客鉄道
  - ■仙山線

### バス
バスは通っていない。最寄りバス停は仙台市営バスの葉山町バス停など。

### 道路
道路愛称路線
- 1 青葉神社通（青葉760/仙台市道青葉神社通線）